# أستانجين
أستانجين هي قرية في مقاطعة ميانة، إيران. عدد سكان هذه القرية هو 421 في سنة 2006.